# Kasumigaseki

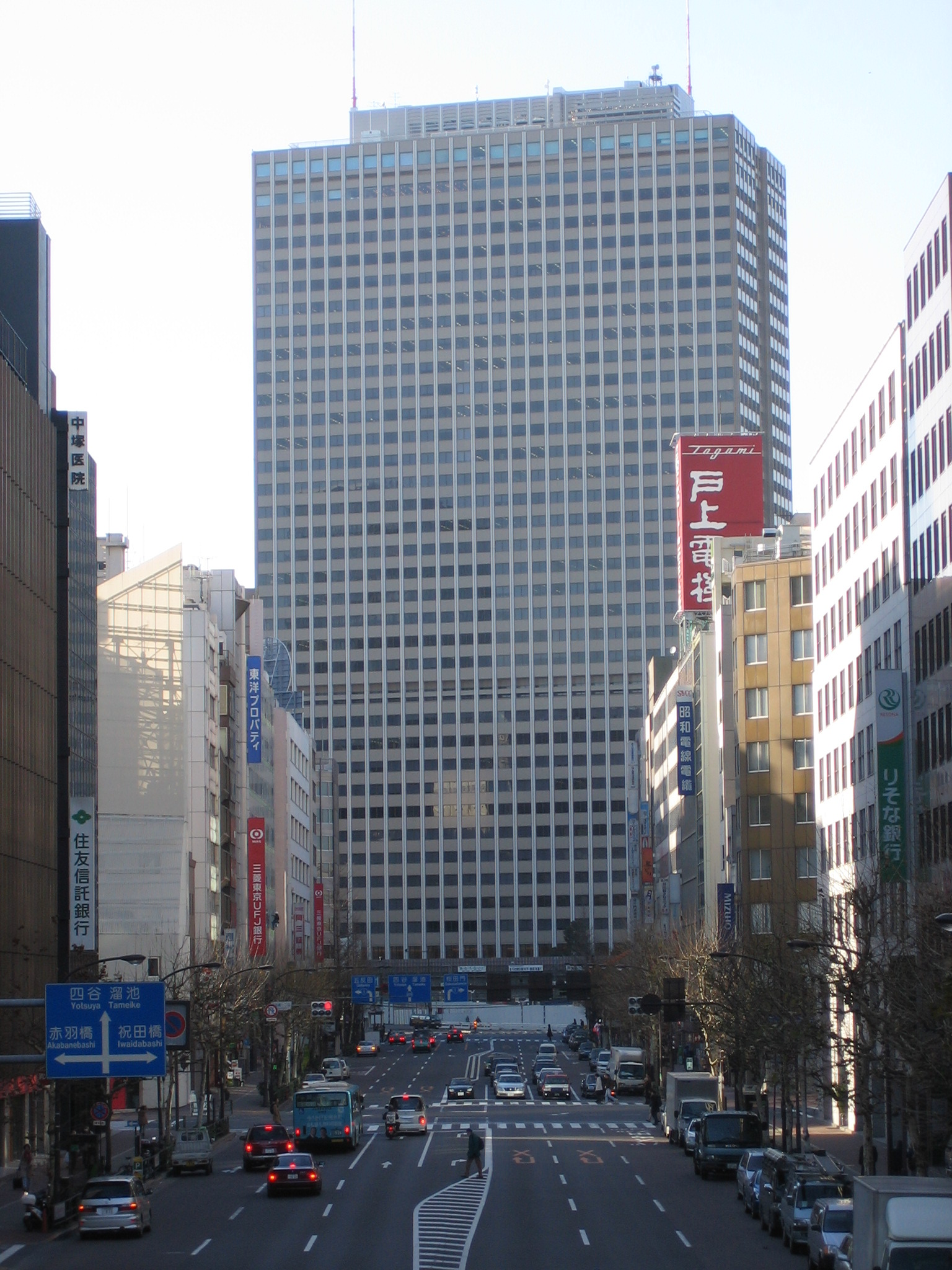
Das 36-stöckige Kasumigaseki Building war bis 1970 das höchste Gebäude Japans.

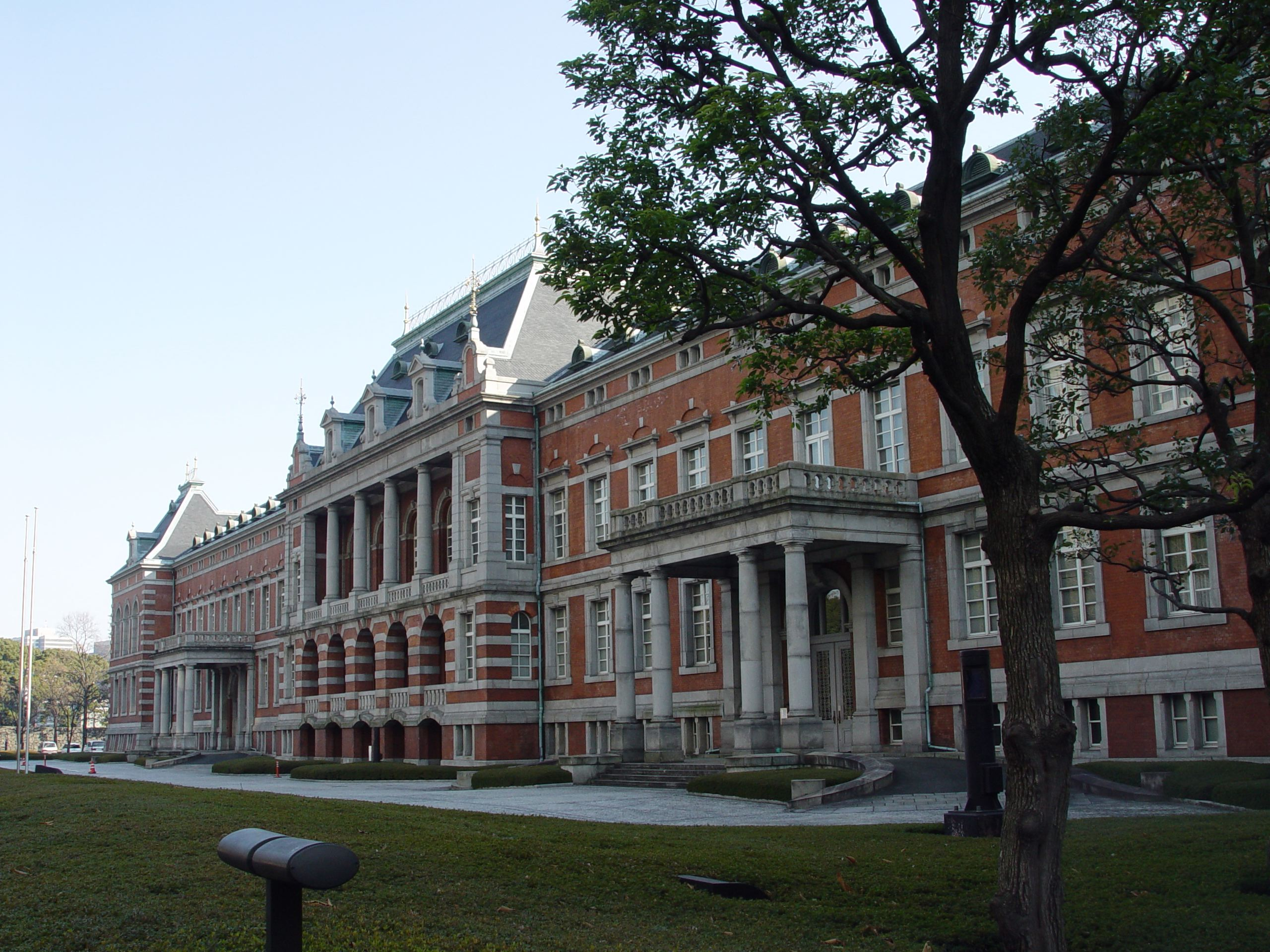
Der 1895 erbaute ehemalige Hauptsitz des Justizministeriums

Kasumigaseki (jap. 霞が関, auch 霞ヶ関) ist ein Stadtteil des Bezirks Chiyoda der japanischen Präfektur Tokio. Er befindet sich im Zentrum Tokios unmittelbar südlich der kaiserlichen Residenz und beherbergt zahlreiche Ministerien und Behörden der Zentralregierung. „Kasumigaseki“ wird daher auch im übertragenen Sinne für die japanische Ministerialbürokratie verwendet; im Gegensatz dazu werden mit Nagatachō – dem Namen des Stadtteils, der sich nordwestlich anschließt – die gewählten Organe der Regierung bezeichnet.
Begrenzt wird der Stadtteil im Norden durch die am Burggraben des Kaiserpalasts entlang verlaufende Uchibori-dōri (内堀通り), im Osten von der Iwaida-dōri (祝田通り), im Westen von der Roppongi-dōri (六本木通り) bzw. der Stadtautobahn Tokio C1 und im Süden grob von der Sotobori-dōri (外堀通り). Zentral von Süd nach Nord verläuft die Sakurada-dōri (桜田通り), die beim Tor Sakurada-mon endet.
Die Fläche Kasumigasekis von 0,48 km² wird von Bürogebäuden dominiert. Der Stadtteil besteht aus drei chōme, in denen laut Volkszählung des Jahres 2010 insgesamt vier Einwohner in vier Haushalten lebten. Die Tagesbevölkerung lag nach der Volkszählung 2005 bei 59.210. Die Postleitzahl von Kasumigaseki ist 100-0013; allerdings haben viele Gebäude bzw. Institutionen eigene Postleitzahlen.
In Kasumigaseki befinden sich unter anderem folgende Gebäude:
- die ersten sieben Chūō Gōdō Chōsha (wörtl. „zentrale, vereinigte Amtsgebäude“), in denen mehrere Ministerien und Behörden der Zentralregierung untergebracht sind,
- das Außenministerium, das Finanzministerium und das Ministerium für Wirtschaft, Handel und Industrie,
- die Keishi-chō, die Polizeibehörde der Präfektur Tokio,
- der Sitz des Obergerichts Tokio, des Bezirksgerichts Tokio und des Obergerichts für Geistiges Eigentum,
- die Zentrale der Japan Post Group, der ehemaligen Staatspost, und früher Sitz des Ministeriums für Post und Telekommunikation,
- das 1968 fertiggestellte Kasumigaseki Building, das erste Bürogebäude Japans, das über 100 m hoch war,
- das Shin-Kasumigaseki Building mit der Zentrale der Higashi-Nihon Kōsokudōro, der ostjapanischen Autobahnbetreibergesellschaft und
- der Hauptsitz des Nihon Bengoshi Rengōkai, der japanischen Anwaltskammer.

Vier Linien der Tōkyō Metro verlaufen durch Kasumigaseki, dort befinden sich die U-Bahnhöfe Sakuradamon und Kasumigaseki. Der Bahnhof Toranomon an der Ginza-Linie liegt an der Südgrenze im benachbarten Toranomon im Bezirk Minato. Der innere Ring C1 der Stadtautobahn Tokio, deren Betreibergesellschaft Shuto Kōsokudōro K.K. ebenfalls im Stadtteil angesiedelt ist, verläuft teilweise unterirdisch am Westrand von Kasumigaseki.